# Mr. Corman
Mr Corman est une série télévisée américaine en dix épisodes d'environ 28 minutes créée et réalisée par Joseph Gordon-Levitt, et diffusée entre le 6 août et le 1er octobre 2021 sur Apple TV+,.

## Synopsis
La série suit Josh Corman (Joseph Gordon-Levitt) un instituteur qui a renoncé à une carrière musicale, mais qui avec le temps se retrouve à faire face à de l’anxiété, de la solitude et un malaise grandissant,.

## Distribution

### Acteurs principaux
- Joseph Gordon-Levitt (VF : Alexis Victor) : Josh Corman
- Arturo Castro (VF : Gauthier Battoue) : Victor

### Invités
- Logic : Dax
- Shannon Woodward (VF : Céline Ronté) : Elizabeth Corman
- Juno Temple (VF : Jessica Monceau) : Megan
- Jamie Chung (VF : Geneviève Doang) : Emily
- Emily Tremaine (en) (VF : Élisabeth Ventura) : Lindsey
- Debra Winger (VF : Martine Irzenski) : Ruth Corman
- Hugo Weaving : Artie
- Verónica Falcón : Beatriz

 Source et légende : version française (VF) sur RS Doublage

## Production

### Développement
Le 5 septembre 2019, Deadline Hollywood a annoncé que Joseph Gordon-Levitt dirigerait, écrirait et produirait Mr. Corman avec la société A24,. En mars 2020, Bruce Eric Kaplan s'est joint au projet en tant que showrunner et producteur exécutif, Ravi Nandan, Nathan Reinhart et Inman Young arrivent également dans le projet en tant que producteurs exécutifs.
Le 2 octobre 2021, soit le lendemain de la diffusion du dernier épisode de la saison 1, il est annoncé que le programme ne sera pas renouvelé pour une seconde saison,.

### Tournage
En mars 2020, après trois semaines de tournage à Los Angeles, la production a été arrêtée en raison de la pandémie de Covid-19. Lors d'une interview par The Talk en octobre 2020, Joseph Gordon-Levitt a révélé que la production était déplacée de Los Angeles en Nouvelle-Zélande pour se sentir plus en sécurité pendant le tournage. En février 2021, Deadline Hollywood a signalé que la série en était aux dernières semaines de tournage.

## Épisodes
1. Bonne chance (Good Luck)
2. Pas de panique (Don't Panic)
3. Joyeux anniversaire (Happy Birthday)
4. Mr Morales
5. Action-aventure (Action Adventure)
6. Adieu (Funeral)
7. Le champ des possibles (Many Worlds)
8. J'espère que tu vas mieux (Hope You Feel Better)
9. Mr Corman
10. Vue d'ensemble (The Big Picture)